# Eleição municipal de Juazeiro do Norte em 2012
A eleição municipal de 2012 em Juazeiro do Norte aconteceu em 7 de outubro de 2012, com o objetivo de eleger prefeito e vice-prefeito da cidade e membros da Câmara de Vereadores.
O prefeito titular era Manoel Santana, do PT, que, por estar em primeiro mandato, se encontrava apto á concorrer a reeleição. Três candidatos concorreram à prefeitura de Juazeiro do Norte. Raimundo Macêdo do PMDB, ex-prefeito da cidade, foi eleito com 51,55% dos votos.

## Candidatos
Nota: a tabela a seguir está organizada por ordem alfabética de candidatos.
| Prefeito(a)          | Prefeito(a) | Prefeito(a) | Vice-prefeito(a) | Vice-prefeito(a) | Vice-prefeito(a) | Coligação                                                                                          | Nº |
| Candidato(a)         | Partido     | Partido     | Candidato(a)     | Partido          | Partido          | Coligação                                                                                          | Nº |
| -------------------- | ----------- | ----------- | ---------------- | ---------------- | ---------------- | -------------------------------------------------------------------------------------------------- | -- |
| Demontieux Fernandes |             | PSOL        | Waldir Mendeiros |                  | PSOL             | "Frente De Esquerda Socialista" (PSOL / PSTU)                                                      | 50 |
| Manoel Santana       |             | PT          | Atson Salviano   |                  | PSD              | "Juntos Para Novas Mudanças" (PT / PSD / PSC / PSDC / PRTB / PRP)                                  | 13 |
| Raimundo Macêdo      |             | PMDB        | Ivan Bezerra     |                  | PTB              | "O Povo Pode Mais" (PMDB / PTB / PSL / PTN / PR / PPS / DEM / PHS / PTC / PSB / PV / PSDB / PTdoB) | 15 |

## Resultados

### Prefeito
| Candidato(a)                | Vice                    | Votação | Votação     |
| Candidato(a)                | Vice                    | Total   | Porcentagem |
| --------------------------- | ----------------------- | ------- | ----------- |
| Raimundo Macêdo (PMDB)      | Ivan Bezerra (PTB)      | 65.079  | 51,55%      |
| Manoel Santana (PT)         | Atson Salviano (PSD)    | 45.394  | 35,96%      |
| Demontieux Fernandes (PSOL) | Waldir Mendeiros (PSOL) | 15.776  | 12,50%      |
| Total de votos válidos      | Total de votos válidos  | 126 249 | 93,02%      |
| Votos em branco             | Votos em branco         | 2 681   | 1,98%       |
| Votos nulos                 | Votos nulos             | 6 796   | 5,01%       |
| Total                       | Total                   | 135 726 | 81,99%      |
| Abstenções                  | Abstenções              | 29 814  | 18,01%      |

| Partido | Partido | Candidato            | Votos   | Votos (%) |
| ------- | ------- | -------------------- | ------- | --------- |
|         | PMDB    | Raimundo Macêdo      | 65 079  | 51,55%    |
|         | PT      | Manoel Santana       | 45 394  | 35,96%    |
|         | PSOL    | Demontieux Fernandes | 15 776  | 12,5%     |
| Totais  | Totais  | Totais               | 126 249 |           |
| Fonte:  |         |                      |         |           |

### Vereadores eleitos
Na decisão para o cargo de vereador na eleição municipal de 2012, foram eleitos 21 vereadores.
| Candidato(a)        | Partido | Votação     | Votação |       |
| ------------------- | ------- | ----------- | ------- | ----- |
| Candidato(a)        | Partido | João Borges | PRTB    | 3.502 |
| Zé Ivan Leiteiro    | PTdoB   | 3.382       |         |       |
| Darlan Ribeiro      | PMDB    | 3.344       |         |       |
| Capitão Vieira      | PTN     | 3.142       |         |       |
| Antônio de Lunga    | PSC     | 2.981       |         |       |
| Zé de Amélia Júnior | PSL     | 2.960       |         |       |
| Dr. Tarso Magno     | PR      | 2.958       |         |       |
| Berthan Rocha       | PTdoB   | 2.878       |         |       |
| Cláudio Luz         | PT      | 2.823       |         |       |
| Claudionor Mota     | PMN     | 2.658       |         |       |
| Sargento Nivaldo    | DEM     | 2.569       |         |       |
| Cledmilson          | PSD     | 2.512       |         |       |
| Adalto Araújo       | PSC     | 2.448       |         |       |
| Sgt Firmino         | PRP     | 2.381       |         |       |
| Preto Macêdo        | PMDB    | 2.190       |         |       |
| Didi de Amarilio    | PPS     | 2.040       |         |       |
| Danty Benedito      | PMN     | 2.028       |         |       |
| Glêdson Bezerra     | PTB     | 1.976       |         |       |
| Ronnas Motos        | PMDB    | 1.812       |         |       |
| Rita Monteiro       | PTdoB   | 1.713       |         |       |
| Mara Torres         | PPS     | 1.571       |         |       |